# Foolad Veis
Foolad Veis (né le 10 mars 1990 à Téhéran) est un chanteur iranien,,,.

## Biographie
Il s'est intéressé à la musique quand il était enfant, même quand il chantait avec mes amis, il chantait sur un ton mélodieux. Plus tard, Il a progressivement exercé cette profession professionnellement et a pris la musique plus au sérieux,,. 
Il a joué de la guitare sous la supervision de Maître Majid Khishvand à Téhéran en 2002, après avoir passé 4 ans à apprendre la guitare classique. Il a commencé la guitare électrique sous la direction de Davoodeh Bahrinejad et a terminé de composer et d'organiser des cours de formation sous la direction d'Ahmadian,.

## Carrière d'artiste
Foulad Veis a été actif dans le domaine du théâtre et du cinéma à l'adolescence et a joué dans certaines séries télévisées ou cinématographiques en tant qu'assistant costumier et dans certains cas dans de petits rôles en tant qu'acteur. 
Après s'être intéressé à la musique à l'âge de 15 ans, son âge et le manque de conditions financières convenables l'ont contraint à poursuivre ses études dans son ancienne école et son domaine d'études non préféré (mathématiques_physique), mais son intérêt pour l'art de la musique n'a pas diminué.
Il a commencé à apprendre par lui-même après avoir acheté un instrument de guitare, un piano et un clavier. Il fut l'élève de maître Mohammad Nouri et Mani Rahnama, chanteurs et musiciens bien connus. Après avoir servi dans l'armée à l'âge de 22 ans, il est entré dans le domaine du chant, de l'arrangement, de la composition de musique, de mélodies et de l'écriture de chansons professionnellement. 
Il a collaboré avec de nombreux chanteurs pop éminents et les plus populaires du pays. Parmi les morceaux populaires réalisés par Foolad Veis on peut citer ( Gharar- 2005 Atr 2004 - Baroon 2005- Rap afghan pour chanteurs afghans 2008-jazabe Lanati 2020- Banoye Ariaei 2021 et Shenidam 2005 - Pashimoni 2004 - Madar 2006 ) Après un long silence, Foulad Mohammadi a commencé sa carrière dans le domaine du chant et a sorti son premier morceau avec sa propre voix après presque 15 ans d'appel (jazzabe Lanati 2020).